# Mesa Grande, Michoacán de Ocampo
Mesa Grande är en ort i Mexiko.   Den ligger i kommunen Susupuato och delstaten Michoacán de Ocampo, i den södra delen av landet, 130 km väster om huvudstaden Mexico City. Mesa Grande ligger 2 032 meter över havet och antalet invånare är 131.
Terrängen runt Mesa Grande är lite bergig. Runt Mesa Grande är det ganska glesbefolkat, med 47 invånare per kvadratkilometer. Närmaste större samhälle är Heróica Zitácuaro, 13,5 km norr om Mesa Grande. I omgivningarna runt Mesa Grande växer huvudsakligen savannskog.